# Svodín
Svodín (Hongaars:Szőgyén) is een Slowaakse gemeente in de regio Nitra, en maakt deel uit van het district Nové Zámky.
Svodín telt 2630 inwoners.